# Gery Scott
Gery Scott, sz.: Diana Geraldine Whitburn (Mumbai (Bombay), 1923. október 5. – Canberra, 2005. december 14.) brit előadóművész, énekesnő, kabarészínész, zenepedagógus. Előadói karrierje 26 országot ölelt fel több mint 60 éven át. Erőteljes színpadi személyiségéről és lebilincselő előadásmódjáról híres volt. Előadta többek között Cole Porter, George Gershwin, Irving Berlin, Harold Arlen, Lorenz Hart, Cy Coleman, Noël Coward műveit. Bár a második világháború idején jól ismerte a brit közönség, hírnevének nagy részét az Egyesült Királyságon kívül szerezte meg.
Gery Scottvolt az első nyugati dzsesszénekes, aki turnézott a Szovjetunióban. 1961-ben több mint hárommillió lemezt adott ott el. Enekelte el a How High the Moont a Kijevi Operaházban adott koncertjén.

## Pályakép
Gery Scott Indiában született brit szülők gyermekeként. Londonban különböző BBC zenekarokkal énekelt, és fellépett például Vic Lewisszal. A Második világháború alatt Indiában és Burmában szolgált a Vöröskeresztnél. Az 1950-es években többek között Woody Hermannel, Bud Shankkel, Chet Bakerrel és Gerry Mulligannal turnézott Európában. Egy darabig Wiesbadenben élt német férjével és Igo Fischerrel, és onnan turnézott Európa-szerte. Ennek eredményeképpen lemezszerződést kötött a cseh Supraphon lemeztársasággal. Az 1950-es, -60-as években a Gustav Brom, Karel Vlach és Dalibor Brázda zenekaraival készített felvételeket.
1962-ben Gery Scott lemezszerződést kötött a brit Parlaphone-nal. Volt velük néhány slágere (This is Life, The Dum de de Dum Song, Summer Love, Stay With Me).
1957-ben bejárta Kelet-Ázsiát, először Ceylonban, majd Hongkongban, Bangkokban, Malajziában és Japánban járt. Irodát nyitott Hongkongban, amely olyan sztárokkal dolgozott, mint Shirley Bassey, Manfred Mann, Louis Armstrong, Dave Brubeck és Thelonious Monk, továbbá a hongkongi televízióban népszerű brit bunyósokkal. Utóbbi azonban az előadások zavarása miatt kudarcnak bizonyult, ami tönkretette, még börtönbe került. Hanglemezcége (Orbit Records) Hongkongban is jelen volt, és a távol-keleti Hilton Hotels könnyűzenei részlegének vezetője volt.
1966 és 1970 között Bangkok éjszakai klubjaiban énekelt, melyek állandóan tele voltak szabadságon lévő amerikai katonákkal a vietnami háború idején. 1969-ben elvált Igo Fischertől. Később Kula Lumpurban lépett fel. Nem sokkal ezután Szingapúrban ismerte meg harmadik partnerét, egy ausztrál olajüzletembert, Tony Diamondot. A világ különböző pontjain élt vele, ahová élettársa olajüzlete vitte. Tizenegy év elváltak.
1980-ban Ausztráliába költözött (ahol fia, Christopher élt). Éjszakai klubokban és kabarékban lépett fel Canberrában, Sydneyben és Melbourne-ben, ahol tanított is, és szerepelt a televízióban. 2003-ban, a Sydney-i Kabarékonferencián, és utoljárára 2005-ben, a canberrai Hyatt Hotelben szerepelt nyilvánosan (akkor már tolószékben ült).

## Diszkográfia

### 78 rpm
- Stormy Weather, 1942

### LP
- Listening to Gery Scott – Hit Parade, 1963
- Modern Jazz Studio No 1, 1964 (vendégként)
- Modern Jazz Studio No 1/2, 1986 (vendégként)

### EP / 45 rpm
- Sings Cole Porter 1950s
- Sings... 1950s
- And Gustav Brom Vol 1 1950s
- Supraphon Plays 1958
- And Gustav Brom Vol 2 1950s
- Your Charleston 1950s
- Dixie and Charleston 1950s
- Sings with Karel Vlach Orchestra 1957
- Sings New Songs with Karel Vlach Orchestra 1957
- This is Life / The Dum de Dum Song 1961
- Summer Love / Stay With Me 1961
- Sings Hong Kong / What Kind of Fool Am I 1962
- Hit Parade Dance Songs 1960s
- Listening to Gery Scott II 1960s
- With Gustav Brom Orchestra 1960s
- Jeepers Creepers 1960s
- Ain't Misbehavin' 1960s
- Come Dance With Me 1960s
- Sings Charleston 1960s
- Gery Scott Sings 1960s
- Sings Songs You like 1960s

### CD
- A Lot of Livin' 1998
- Gery Scott & Gustav Brom 2006

iTunes releases
- Anglicky zpiva Gery Scott 2011
- Gery Scott – Old Devil Moon 2011

- 2006 szeptemberében a cseh rantiška Rychtaříka kiadó kiadta a Gery Scott & Gustav Brom CD-t, amely a Supraphon által 1957-ben Prágában rögzített válogatások újrakiadása.
- 2011-ben a Supraphon két Gery Scott albumot adott ki az iTunes-on: Gery Scott – Old Devil Moon és Anglicky zpiva Gery Scott.

## Fordítás
Ez a szócikk részben vagy egészben  a   Gery Scott című német Wikipédia-szócikk ezen változatának fordításán alapul.  Az eredeti cikk szerkesztőit annak laptörténete sorolja fel. Ez a jelzés csupán a megfogalmazás eredetét és a szerzői jogokat jelzi, nem szolgál a cikkben szereplő információk forrásmegjelöléseként.